# كاني دينار
كاني دينار (بالفارسية: کانی‌دینار) هي منطقة سكنية تقع في إيران في قسم. يقدر عدد سكانها بـ 5,127 نسمة .